# أحمد باروسو
أحمد أبيماه باروسو Ahmed Barusso، من مواليد 26 ديسمبر 1984 في أكرا في غانا، لاعب كرة قدم غاني.
بدأ مسيرته الكروية مع نادي ريميني الإيطالي في عام 2003، ولعب معهم حتى عام 2006، وشارك معهم في 61 مباراة وسجل 9 أهداف، ومنذ عام 2006 وهو يلعب مع نادي روما الإيطالي، وقد أعير في موسم 2007/2008 إلى نادي غلطة سراي التركي.
و هو يلعب مع منتخب غانا لكرة القدم منذ عام 2003.

## روابط خارجية
- أحمد باروسو على موقع اتحاد تركيا (لاعب) (الإنجليزية)
- أحمد باروسو على موقع قاعدة بيانات كرة القدم.إي يو (الإنجليزية)
- أحمد باروسو على موقع ناشيونال فوتبول تيمز (الإنجليزية)
- أحمد باروسو على موقع Soccerway.com (الإنجليزية)
- أحمد باروسو على موقع عالم كرة القدم.نت (الإنجليزية)
- أحمد باروسو على موقع كووورة
- أحمد باروسو على موقع AS.com (الإسبانية)